# 歡樂好聲音
是一部於2016年上映的美國喜劇3D電腦動畫喜劇電影。由加斯·詹宁斯執導和編劇，照明娱乐製作，环球影业發行。主要配音員包括馬修·麥康納、麗絲·韋花絲潘、塞思·麦克法兰、史嘉蕾·喬韓森、約翰·C·萊利、泰隆·艾格頓和托莉·凱利。電影講述經營劇場的無尾熊巴斯特·穆恩，為了挽救劇場免於關門大吉的結果，決定舉辦一場全世界最盛大的歌唱選秀大賽，而這項活動也為許多參賽者帶來意想不到的變化。
《歡樂好聲音》於2016年12月21日在美國上映。續集《歡樂好聲音2》於2021年12月22日在美國上映。

## 劇情
故事的主角是巴斯特·穆恩，他是一隻風度翩翩、口若懸河的無尾熊，小時候受劇場吸引，在父親用努力幫人洗車賺來的錢，完成巴斯特穆恩開劇院的夢想，但是現在卻窮途潦倒、門可羅雀。巴斯特·穆恩永遠都是這麼開朗樂觀，充滿了正能量，但是有些人卻認為他根本就是在自欺欺人，不肯面對現實，不過他仍然熱愛他的劇場，而且為了不讓劇場關門倒閉，不管做什麼他都願意。但是當他的熱誠和野心即將受到致命打擊的時候，他只剩最後一次機會讓他的劇場再度成為藝能界最高的殿堂，他必須舉辦一場全世界最盛大的歌唱選秀大賽，令歌聲響遍全城。

## 角色

### 簡介
巴斯特·穆恩（Buster Moon)
無尾熊，大劇院的大老闆。
蘿希坦（Rosita）
豬，需要照顧25隻小豬仔的媽媽。
麥克（Mike）
白鼠，愛錢，愛慕虚榮。
愛希（Ash）
豪豬，龐克搖滾歌手。
米娜（Meena）
非洲象，非常害羞。
強尼（Johnny）
大猩猩，生長於黑幫家庭喜歡唱歌的青年。
剛特（Gunter）
豬，蘿希坦的活潑舞伴，擁有德國口音。

### 配音員
| 配音                                                | 配音   | 配音   | 配音     | 角色                              |
| 美國                                                | 台灣   | 香港   | 中國大陸 | 角色                              |
| --------------------------------------------------- | ------ | ------ | -------- | --------------------------------- |
| 马修·麦康纳                                         | 李世揚 | 張衛健 | 董成鹏   | 巴斯特·穆恩（Buster Moon）        |
| 麗絲·韋花絲潘                                       | 陳曉月 | 梁詠琪 | 季冠霖   | 蘿希坦（Rosita）                  |
| 塞思·麦克法兰                                       | 陳進益 | 黃啟昌 | 趙震     | 麥克（Mike）                      |
| 史嘉蕾·喬韓森                                       | 陳妤   | 溫卓妍 | 吳莫愁   | 愛希（Ash）                       |
| 约翰·C·赖利                                         |        |        | 高增志   | 艾迪（Eddie）                     |
| 托蕾·凯莉                                           | 薛晴   | 麥智鈞 | C小调    | 米娜（Meena）                     |
| 泰隆·艾格頓                                         | 李培松 | 盧富泰 | 李楠     | 強尼（Johnny）                    |
| 珍妮弗·尚德爾斯 珍妮佛·哈德遜（青年）               | 龍顯蕙 | 覃恩美 | 杨晨     | 娜娜·努德曼（Nana Noodleman）     |
| 格絲·詹寧斯                                         | 夏治世 | 譚錦萌 | 林兰     | 克勞利小姐（Miss Crawly）         |
| 彼德·薩拉芬諾威茲                                   |        | 葉振聲 | 陆建艺   | 大老爸（Big Daddy）               |
| 尼克·克羅                                           | 蔣鐵城 | 邱萬城 | 郝祥海   | 剛特（Gunter）                    |
| 貝克·本內特                                         | 張騰   |        |          | 蘭斯（Lance）                     |
| 傑·法羅                                             |        |        |          | 米娜的爺爺（Meena's Grandfather） |
| 尼克·奧芬曼                                         | 陳進益 | 黃文偉 |          | 諾曼（Norman）                    |
| 萊絲莉·秋思                                         |        |        |          | 米娜的媽媽（Meena’s Mother）      |
| 拉倫·紐曼                                           |        | 陳安瑩 |          | 米娜的奶奶（Meena's Grandmother） |
| 雷娅·珀尔曼                                         |        | 郭碧珍 |          | 茱蒂絲（Judith）                  |
| 亞當·巴克斯頓                                       |        |        |          | 史丹（Stan）                      |
| 布萊德·莫里斯                                       |        |        |          | 狒狒（Baboon）                    |
| 比利·法摩爾                                         |        |        |          | 新聞記者狗（News Reporter Dog）   |
| 奧斯卡·詹寧斯 里歐·詹寧斯 卡斯伯·詹寧斯 阿薩·詹寧斯 |        |        |          | 小豬（Piglets）                   |

## 發行
《歡樂好聲音》在2016年多倫多國際影展上，以特別放映的身分首映。環球影業定於2016年12月21日於美國發行。

### 評價
電影的評價以正面居多。爛番茄基於187條評論，新鮮度72%，平均評分6.50／10，該網站影評家共識評論「《歡樂好聲音》以紮實的配音陣容和溫暖人心（儘管熟悉）的故事情節，提供豐富多彩的動畫、輕鬆愉快的娛樂內容，不辜負其標題。」。Metacritic得分59。據影院评分調查，觀眾的評價在A+至F間落於「A」。

### 票房
電影將在北美與《星際過客》及《刺客教條》共同競爭，預計能在上映五天內收穫7000萬美元。北美週二票房為170萬美元。美國首週六天票房收入7670萬美元，位居當週票房第二。
中国大陆方面，最終累计2.15亿人民币。
台灣方面，首週三天票房為新台幣1950萬元；最終全台票房為新台幣6490萬元。
| 上一届： 《怪獸與牠們的產地》       | 2016年台北週末票房冠軍 第50週 | 下一届： 《星際大戰外傳：俠盜一號》 |
| 上一届： 《星際大戰外傳：俠盜一號》 | 2017年香港週末票房冠軍 第1週  | 下一届： 《長城》                   |

## 续集
影片续集原定于2020年12月25日圣诞节上映，後調整至2021年7月2日上映。2020年4月，照明娛樂宣布，由于受2019冠状病毒病疫情影響，多部電影檔期遭受延宕，故續集再度調整，預計於2021年12月22日上映。

## 外部連結
- 官方网站
- 互联网电影数据库（IMDb）上《歡樂好聲音》的资料（英文）
- Box Office Mojo上《歡樂好聲音》的資料（英文）
- Metacritic上《歡樂好聲音》的資料（英文）
- 爛番茄上《歡樂好聲音》的資料（英文）
- AllMovie上《歡樂好聲音》的资料（英文）
- 開眼電影網上《歡樂好聲音》的資料（繁體中文）
- 时光网上《歡樂好聲音》的資料（简体中文）
- 豆瓣电影上《歡樂好聲音》的資料 （简体中文）